# Constantin Kirițescu
Constantin Kirițescu (3 septembre 1876 – 12 août 1965) est un zoologiste, éducateur et historien roumain.

## Biographie
Il est né et a grandi à Bucarest, et il a occupé la fonction de ministre de l’Éducation, l'éducation étant l'un de ses sujets de prédilection. Il figure parmi les créateurs de l'Académie des sciences de Roumanie.
Kirițescu était professeur au Collège national Saint-Sava. Son nom est souvent connu pour son ouvrage Istoria războiului pentru reîntregirea României (en français La Roumanie dans la Guerre mondiale 1916-1919), rédigé en 1922. Il y aborde la place de la Roumanie dans la Première Guerre mondiale.
Son nom est parfois francisé sous la forme "Constantin Kiritzesco".

## Publications
- Constantin Kirițescu, « Contributions à la faune des Batraciens de Roumanie », Buletinul Societatii de Sciinte din Bucuresci, vol. 12,‎ 1903, p. 243-265.
- (ro) Constantin Kirițescu, Istoria războiului pentru întregirea României: 1916–1919, Bucureşti, România Nouă, 1922 (OCLC 935411585)
- Constantin Kiritzesco, La Roumanie dans la Guerre mondiale (1916-1919), Bucarest, Imprimerie Cartea Românesca, 1927.